# Снежна приказка
„Снежна приказка“ (на руски: Снежная сказка) е съветски филм приказка от 1959 година, заснет от Мосфилм.

## Сюжет
Навечерието на Новата година. Малчуганът Митя (Игор Ершов) решава да се пошегува със своите приятели и им казва, че детските играчки- часовници са вълшебни и могат да съживят снежния човек или да спрат времето. Но шегата се оказва реалност. За това разбира Старата година (Евгений Леонов), загадъчен човек, който не желае да пристигне Новата година. Той решава да завладее вълшебните часовници, да спре времето и всичко да си остане постарому...

## В ролите
- Игор Ершов като Митя
- Алла Кожокина като Льоля
- Евгений Леонов като Старата година
- Зинаида Наришкина като Книжната душа
- Клара Лучко като Черната душа
- Вера Алтайская като Продажната душа
- Николай Сергеев като майстора- часовникар
- Михаил Пуговкин като шофьора

## Интересни факти
Първоначално е било запланувано филмът да бъде излъчен на Международния кинофестивал за детски филми в Кан, Франция през 1960 година, но по политически съображения е изваден от конкурсната програма.